# Tecktonik
Tecktonik (zkratkou tck) je druh tance, který má kořeny ve Francii, konkrétně v Paříži v roce 2000 (oficiální název však získal až v roce 2007). Tehdy se parta lidí inspirovala belgickým technem a začala tančit své sestavy v pařížských klubech, a to hlavně v klubu Metropolis, který je dnes nejuznávanějším music klubem, co se týče tecktoniku. Jeden z plakátů na tecktonik akci v klubu Metropolis v říjnu 2007 vyvolal kritiku za používání nacistických symbolů.
Tecktonik se projevil až 15. 9. 2007 na pařížské Techno Parade. Toto je první místo, kde byl poprvé tecktonik oficiálně prezentován. Poté se tento druh tance začal šířit do dalších zemí (celá Evropa) a to právě přes portály s videi jako je YouTube. V českém prostředí je tento styl tance na počátku, přesto se v klubech s tecktonikem můžeme setkat.